# Pseudomicrocara anobioides
Pseudomicrocara anobioides is een keversoort uit de familie moerasweekschilden (Scirtidae). De wetenschappelijke naam van de soort werd in 1953 gepubliceerd door Armstrong.